# Dolk-bijl

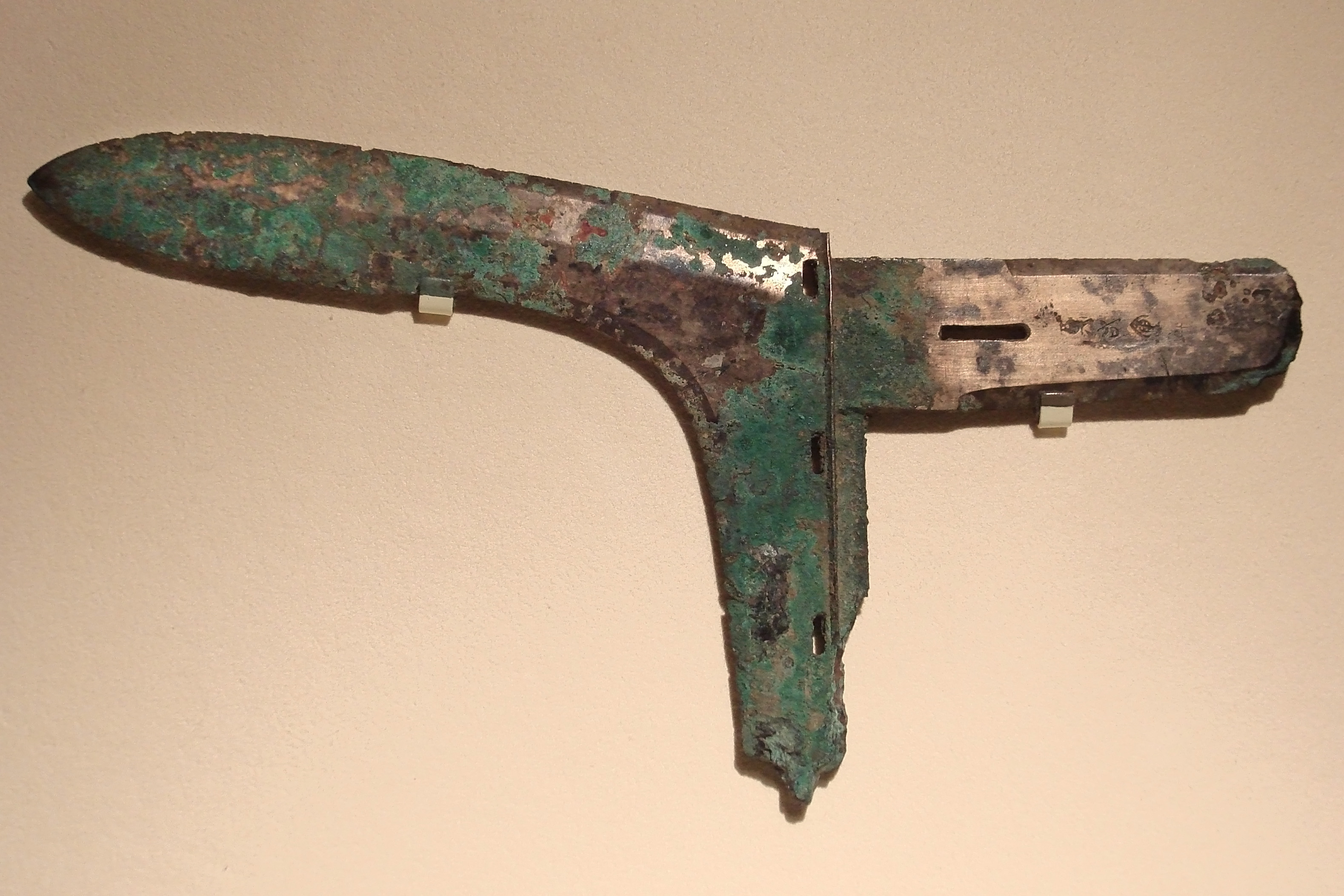

De dolk-bijl (Traditioneel Chinees: 戈; Vereenvoudigd Chinees: 戈; Hanyu pinyin: gē; Wade-Giles: ko; soms ambigue vertaald als "hellebaard") is een wapentype dat werd gebruikt vanaf de Shang-dynastie tot ten minste aan de Han-dynastie in het oude China. Het bestond uit een dolk-vormig blad gemaakt uit jade of brons, met het heft van de dolk bevestigd aan een loodrecht hierop staande houten heft.

## Referentie
- art. dagger-axe, in en.Wikipedia.org (2005-2006).